# Муамер Вугдалич
Муамер Вугдалич (словен. Muamer Vugdalič, нар. 25 серпня 1977, Рієка) — колишній словенський футболіст, захисник.
Насамперед відомий виступами за клуб «Марибор», а також за національну збірну Словенії.

## Клубна кар'єра
У дорослому футболі дебютував 1994 року виступами за «Олімпію» (Любляна), в якій провів чотири сезони, взявши участь у 40 матчах чемпіонату. 
Своєю грою за цю команду привернув увагу представників тренерського штабу «Марибора», до складу якого приєднався 1998 року. Відіграв за команду з Марибора наступні три сезони своєї ігрової кар'єри. Більшість часу, проведеного у складі «Марибора», був основним гравцем захисту команди. 
Після цього перейшов в «Шахтар» (Донецьк), проте закріпитись у складі «гірняків» не зміг і незабаром повернувся назад в «Марибор», за який грав до 2003 року.
Згодом грав у складі «Домжале», АЕЛа, «Інтерблока», «Желєзнічара» та «Олімпії» (Любляна).
Завершив професійну ігрову кар'єру у словенському клубі «Бела Країна», за який виступав протягом 2009—2010 років.

## Виступи за збірну
9 жовтня 1999 року дебютував в офіційних матчах у складі національної збірної Словенії в грі проти збірної Греції, яка завершилась поразкою словенців з рахунком 0-3.
У складі збірної був учасником чемпіонату світу 2002 року в Японії і Південній Кореї, на якому зіграв в одному матчі.
Всього протягом кар'єри у національній команді, яка тривала 6 років, провів у формі головної команди країни 27 матчів.

## Титули і досягнення
- Чемпіон Словенії (5):

«Марибор»:  1998–99, 1999–00, 2000–01, 2001–02, 2002–03
- Володар Кубка Словенії (1):

«Марибор»:  1998–99